# Логінов Борис Олексійович
Борис Олексійович Логінов (рос. Борис Алексеевич Логинов, нар. 10 липня 1953) — радянський футболіст, який грав на позиції воротаря. Відомий насамперед за виступами в команді «Крила Рад» з Куйбишева у вищій лізі чемпіонату СРСР.

## Клубна кар'єра
Борис Логінов розпочав займатися футболом у групі підготовки московського ЦСКА. Дебютував у команді майстрів молодий воротар у 1973 році в армійській на той час команді другої ліги СК «Луцьк», зігравши за неї один сезон. Наступні два роки футболіст грав у іншій команді другої ліги «Волгар» з Астрахані. У 1976 році Борис Логінов перейшов до команди вищої ліги «Крила Рад» з Куйбишева, дебютував у команді в осінній першості 1976 року, зігравши в цьому чемпіонаті 1 матч. У наступному сезоні він стає основним воротарем команди, зігравши 18 матчів першості, проте в цьому році команда зайняла останнє місце в чемпіонаті. та вибула до першої ліги. Наступний рік воротар розпочав у куйбишевській команді вже в першій лізі, проте після 5 проведених матчів перейшов до клубу другої ліги «Спартак» з Рязані. На початку сезону 1979 року Логінов повернувся до «Крил Рад», які після перемоги в турнірі першої ліги повернулись до вищої ліги. Проте команда затрималась у вищій лізі лише на один сезон, і після зайнятого останнього місця в чемпіонаті сезон 1980 року провела в першій лізі. Сезон 1980 року Борис Логінов провів у куйбишевській команді, після чого покинув клуб. У 1981 році він знаходився у складі «Колоса» з Нікополя. проте так і не зіграв за команду, після чого вирішив завершити виступи на футбольних полях.